# Emilianowo-Róża
Emilianowo-Róża – część wsi Emilianowo w Polsce położona w województwie warmińsko-mazurskim, w powiecie iławskim, w gminie Susz, na Pojezierzu Iławskim. Do 31 grudnia 2016 pod nazwą Róża.
W latach 1975–1998 miejscowość należała administracyjnie do województwa elbląskiego.
Zobacz też: Róża